# Ipembe
Ipembe ist ein Verwaltungsbezirk (englisch Ward) des Distrikts Singida (MC) in der tansanischen Region Singida.

## Geografie
Ipembe ist ein Bezirk im nördlichen Zentralteil von Tansania im Zentrum der Regionshauptstadt Singida zwischen der Nationalstraße T3 im Westen und der T14 im Nordosten. Bei der Volkszählung 2022 lebten 1499 Menschen in 304 Haushalten auf einer Fläche von 0,6 Quadratkilometern.
Der Bezirk grenzt an vier Bezirke des Distrikts Singida (MC):
|         | Mughanga                                    |         |
| Utemini | Kompassrose, die auf Nachbargemeinden zeigt |         |
|         | Kindai                                      | Majengo |

## Gliederung
Der Bezirk besteht aus drei Gemeinden (swahili Mtaa):
- Ipembe
- Soko
- Zimamoto

## Infrastruktur
- Gesundheit: In Ipembe liegen das staatliche Distriktkrankenhaus von Singida[8] und ein privat geführtes Gesundheitszentrum.[9]
- Bildung: Die Ipembe Secondary School ist eine staatliche weiterführende Schule mit einer Ausbildung bis zur 4. Stufe.[10]